# Зелёный Гай (Недригайловский район)
Зелёный Гай (укр. Зелений Гай) — село,
Коровинский сельский совет,
Недригайловский район,
Сумская область,
Украина.
Код КОАТУУ — 5923583406. Население по переписи 2001 года составляло 13 человек .

## Географическое положение
Село Зелёный Гай находится между сёлами Бороданово и Перекор (1 км).
По селу протекает пересыхающий ручей с запрудой.